# Капитан Джек
Кинтпуаш, более известный как Капитан Джек (ок. 1837 — 3 октября 1873) — вождь индейского племени модоков, проживавшего на территории Орегона и Калифорнии, предводитель племени во время Модокской войны.
В 1864 году модоки жили на земле своих предков возле озера Тул, на границе Калифорнии и Орегона. Однако из-за прихода на эту территорию белых поселенцев, которые стали строить на этой плодородной земле свои фермы, племя вынуждено было переехать в резервацию кламат в юго-западном Орегоне, территории традиционных противников модоков, племени кламат. Поскольку кламаты превосходили новоприбывших числом, а резервация являлась их исконной территорией, с модоками они обходились довольно скверно.
В 1865 году предводитель модоков Кинтпуаш, более известный как Капитан Джек, повёл свой народ из резервации назад на родную землю. В 1869 году модоки были отправлены армией США назад в резервацию, однако условия там не улучшились, и в апреле 1870 года Капитан Джек повёл отряд из 180 модоков к озеру Тул.
В 1872 году была послана армия, чтобы схватить людей Капитана Джека и отправить их в резервацию. 29 ноября во время переговоров о сдаче на Лост-Ривер в Орегоне между одним из солдат и воином модоков завязалась драка, которая перетекла в короткую бой на Лост-Ривер. Джек воспользовался этой возможностью, чтобы увести свой отряд в пустоши, которые являются теперь национальным памятником «Лава Бедс». Отряд разместился в естественной крепости, известной ныне как Крепость Капитана Джека, состоящей из множества пещер. Когда военные наконец обнаружили индейцев, они быстро предприняли атаку 17 января 1873 года, в результате которой армия потеряла 35 человек убитыми и раненными, в то время как модоки потерь не понесли.
Советники Капитана Джека считали, что армия отступит, если удастся убить командовавшего ею в тех краях генерала Эдварда Кэнби. Джек же надеялся на мирное разрешение конфликта и вступил в мирные переговоры с федеральным правительством. Переговоры затянулись на месяцы, а в это время сторонники военного пути набирали всё большее влияние среди модоков. Чтобы укрепить свою власть, Капитан Джек согласился на их план: он устроил встречу с американскими офицерами, намереваясь их всех убить. Во время переговоров 11 апреля Джек и ещё несколько модоков достали револьверы и убили двух командиров противника; Капитан Джек самолично застрелил Кэнби (Эдвард Кэнби является единственным американским генералом, убитым во время войн с индейцами). Это убийство имело совсем не тот эффект, на который рассчитывали индейцы. Генерал Джефферсон К. Дэвис привёл подкрепление в 1000 солдат, и 14 апреля армия вновь атаковала крепость, выбила оттуда модоков и обратила их в бегство.
В следующие несколько месяцев разрозненные группы модоков продолжали сражаться с армией, часть их сдавалась. Капитану Джеку успешно удавалось избегать военных, пока несколько модоков не согласились предать его и передать властям. 1 июня Капитан Джек сдался, церемониально опустил своё ружьё. Его отправили в форт Кламат, где над ним состоялся суд. Кинтпуаш был повешен 3 октября 1873 года за убийство генерала Кэнби и других участников переговоров.
После казни Капитан Джек был обезглавлен, а его голова пополнила коллекцию музея военной медицины в Вашингтоне. В 1898 году его череп был доставлен в Смитсоновский институт, а в 1984 году останки Кинтпуаша были возвращены его родственникам.

## В кино
- «Бой барабана» (Drum Beat) — режиссер Дэлмер Дэйвс (США, 1954); в роли Капитана Джека — Чарльз Бронсон.